# Asperula cretacea
Asperula cretacea är en måreväxtart som beskrevs av Carl Ludwig von Willdenow, Johann Jakob Roemer och Schult.. Asperula cretacea ingår i släktet färgmåror, och familjen måreväxter. Inga underarter finns listade i Catalogue of Life.